# William Drummond Stewart

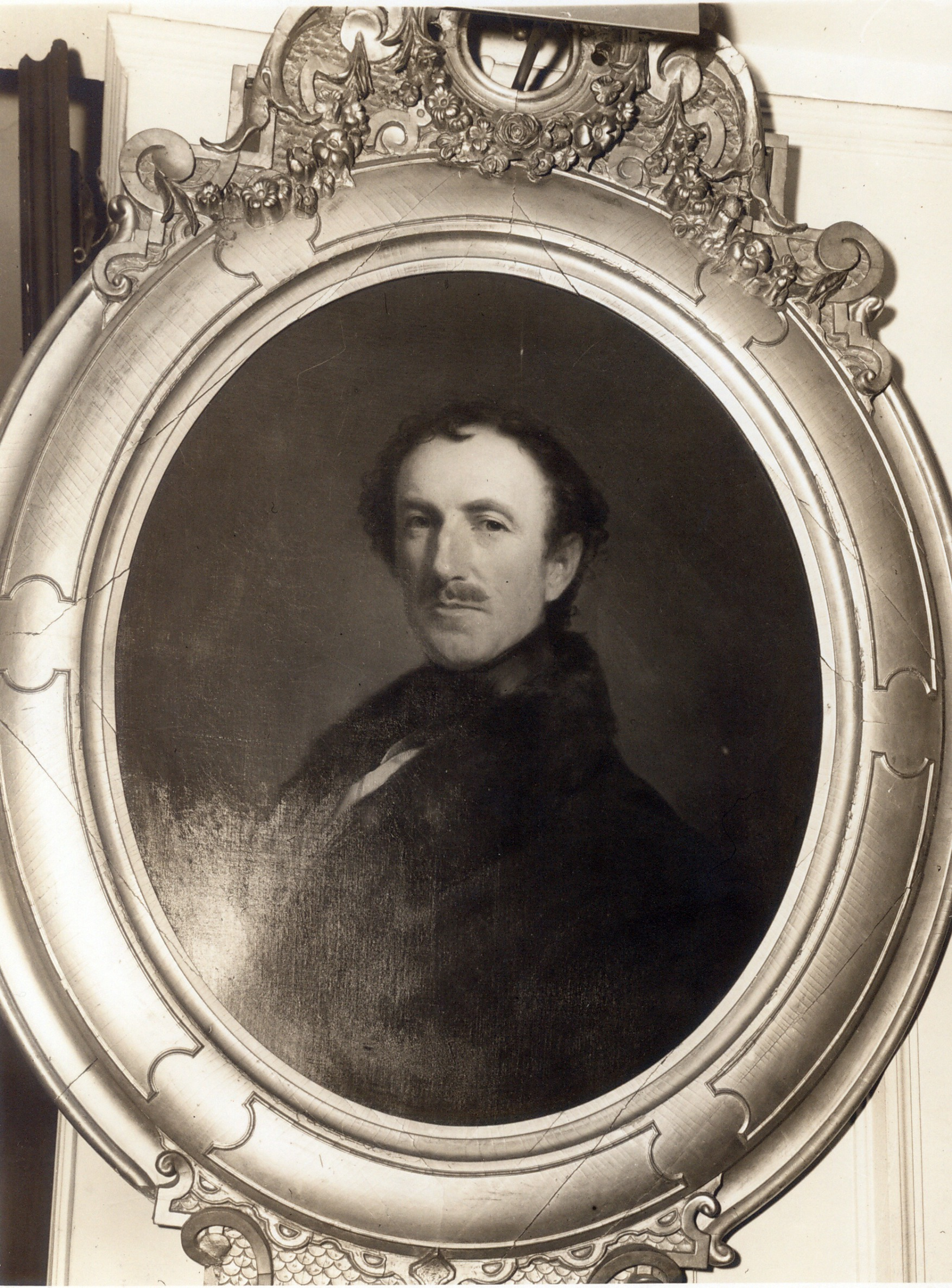
William Drummond Stewart, Gemälde von Henry Inman, 1844

Sir William Drummond Stewart, 7. Baronet (* 26. Dezember 1795 in Murthly Castle, Perthshire; † 28. April 1871) war ein schottischer Abenteurer und britischer Offizier. In den 1830er Jahren reiste er fast sieben Jahre lang ausgiebig durch den amerikanischen Westen. 1837 nahm er den amerikanischen Maler Alfred Jacob Miller mit, um Skizzen der Reise anzufertigen. Viele von Millers Gemälden, die das Leben der First Nations und die Rocky Mountains zeigen, hingen ursprünglich in Murthly Castle; heute sind sie in verschiedenen privaten und öffentlichen Sammlungen verstreut.

## Biografie
Stewart wurde am 26. Dezember 1795 in Murthly Castle, Perthshire, Schottland, geboren. Er war der zweite Sohn und eines von sieben Kindern von Sir George Stewart, 5. Baronet (1750–1827), 17. Laird of Grandtully, aus dessen Ehe mit Catharine Drummond, Tochter des John Drummond, 3. Laird of Logie Almond in Perthshire. Als zweitgeborener Sohn schlug William eine Karriere bei der britischen Armee ein. Im April 1813 kaufte er einen Dienstposten als Cornet des 6th Regiment of Dragoon Guards. Er trat sogleich seinen Dienst an und begann ein strenges Trainingsprogramm. Er bemühte sich um einen Gefechtseinsatz im Sechsten Koalitionskrieg, wechselte dazu im Januar 1814 als Lieutenant zum 15th (The King’s) Regiment of (Light) Dragoons (Hussars) und nahm bis April 1814 am abschließenden Feldzug des Peninsular War in Südfrankreich, sowie 1815 am Waterloo-Feldzug teil. Er wurde als Ritter des portugiesischen Christusordens ausgezeichnet. Im Juni 1820 wurde Stewart zum Captain befördert und wurde bald darauf unter Halbsold vom aktiven Militärdienst freigestellt.

### Sohn, Ehe und gleichgeschlechtliche Beziehung
Stewart hatte einen unehelichen Sohn, William „Will“ George Drummond Stewart, geboren 1831. Die Mutter war das Dienstmädchen Christina Marie Battersby. Stewart erkannte den Jungen als seinen an und übernahm die volle finanzielle Versorgung für Mutter und Sohn. Er heiratete Battersby später, um Will für Erbschaftszwecke zu legitimieren, lebte jedoch nie mit ihr zusammen. Trotz seiner Ehe ging Stewart später eine gleichgeschlechtliche Beziehung mit dem französisch-kanadischen Cree-Jäger Antoine Clément ein, die fast ein Jahrzehnt dauerte. Diese Beziehung wird in Stewarts zwei autobiografischen Romanen detailliert beschrieben.
Der jüngere Stewart hatte eine glänzende Karriere in der britischen Armee und wurde für seinen Einsatz bei der Belagerung von Lucknow während des indischen Aufstands von 1857 mit dem Victoria-Kreuz ausgezeichnet. Er starb jedoch 1868 vor seinem Vater an Verletzungen, die er sich betrunken beim Schwertschlucken zugezogen hatte.

### Amerikanischer Westen (1832–1838)

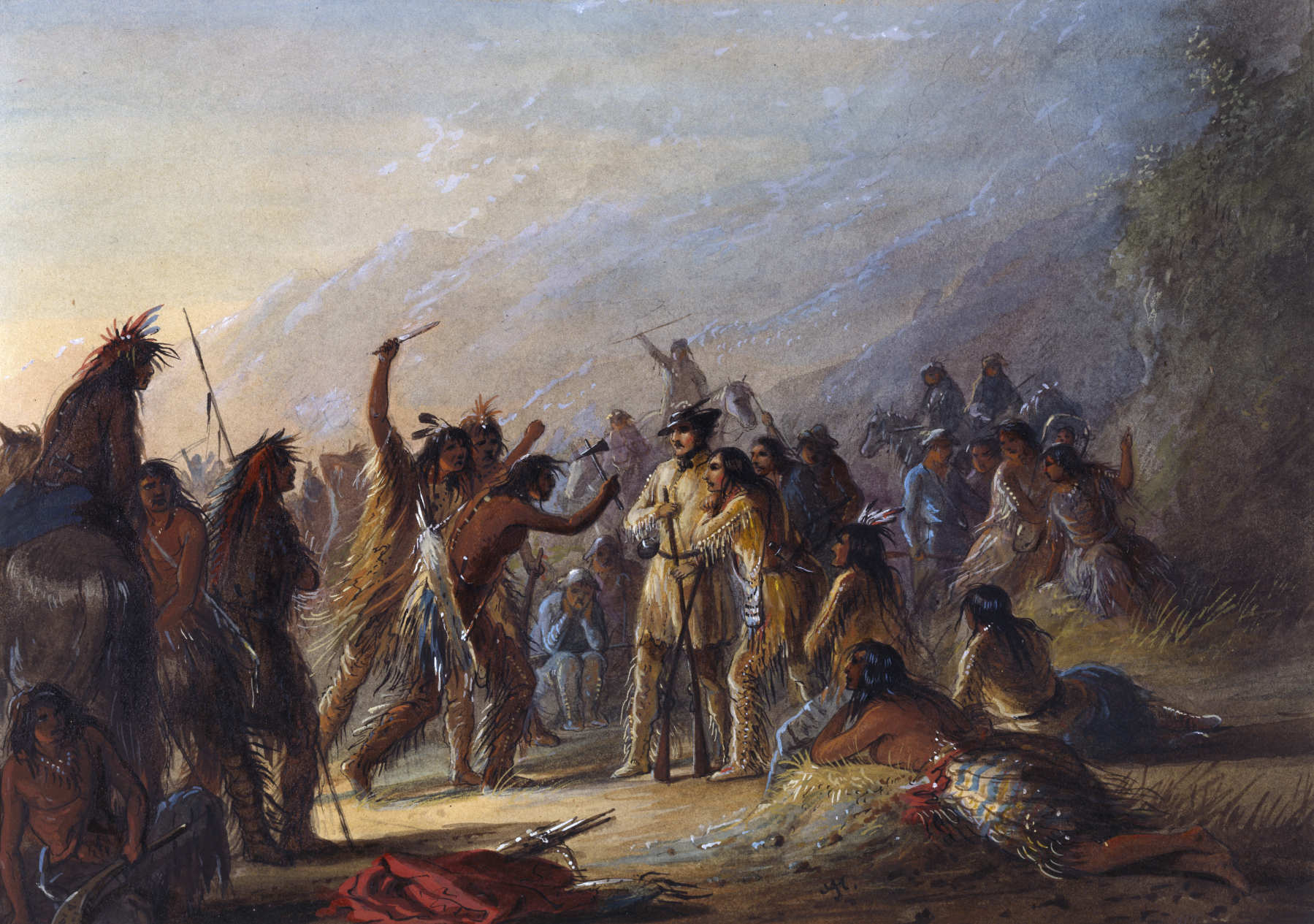
Attack by Crow Indians, Aquarell von Alfred Jacob Miller, zwischen 1858 und 1860. Das Bild zeigt William Drummond Stewart bei einem Scheinangriff von Angehörigen der Crow

Auf der Suche nach Abenteuern reiste Stewart 1832 nach St. Louis, Missouri. Er begleitete Robert Campbell 1833 in die Rocky Mountains. Die Gruppe verließ St. Louis am 7. Mai und nahm am Horse Creek Rendezvous am Green River im heutigen Wyoming teil. Hier traf Stewart die Mountain Men Jim Bridger und Thomas Fitzpatrick sowie Benjamin Bonneville, der eine Regierungsexpedition in der Gegend leitete. Mit einigen der Männer besuchte Stewart die Bighorn Mountains, überwinterte in Taos und nahm am nächsten Rendezvous in Ham’s Fork am Green River teil. Später in diesem Jahr reiste er nach Fort Vancouver am Columbia River, 90 Meilen (ca. 145 km) vom Pazifischen Ozean entfernt.
Stewart nahm auch an dem Rendezvous von 1835 teil und kam im November nach St. Louis zurück. Da ihm wegen einer ausgebliebenen Überweisung die Finanzmittel ausgingen, reiste Stewart nach New Orleans, spekulierte mit Baumwolle und überwinterte in Kuba. Im Mai 1836 schloss er sich Fitzpatricks Zug in die Rockies zu einem weiteren Rendezvous am Horse Creek an. Er überwinterte 1836–1837 und 1837–1838 in New Orleans, wo er erneut mit Baumwolle spekulierte. 1838 erfuhr er, dass sein älterer Bruder John kinderlos gestorben war. William Stewart erbte dadurch dessen Adelstitel als 7. Baronet, of Blair and Balcaskie sowie dessen Ländereien in Perthshire, einschließlich Murthly Castle und Grandtully Castle.
Für das Rocky Mountain Rendezvous von 1837 nahm Stewart den amerikanischen Maler Alfred Jacob Miller mit, der die Reiseeindrücke in Bildern festhalten sollte. Auf der Basis seiner Skizzen malte Miller eine bemerkenswerte Reihe von Werken über die Mountain Men, das Rendezvous, die First Nations und die Rocky Mountains. 1839 lieferte er die Gemälde an Stewart, der die Werke in der Dalpowie Lodge auf dem Murthly-Anwesen aufhängte. Miller verbrachte auf Einladung Stewarts ab 1840 einige Zeit auf dem Anwesen.
Stewart kehrte im Juni 1839 mit seinem Partner Antoine Clement nach Schottland und Murthly Castle zurück, und das Paar lebte in der Dalpowie Lodge. Stewart erklärte Clements Anwesenheit, indem er ihn als seinen Diener bezeichnete. Da Clement sich in Schottland nicht wohlfühlte, verbrachte das Paar viele Monate auf Auslandsreisen, einschließlich eines längeren Besuchs im Nahen Osten.
Im Dezember 1839 wechselte er aus dem Halbsold auf den aktiven Dienstposten eines Captains des 1st Regiment of Foot Guards, trat in diesem Rang sogleich in den Ruhestand und schied förmlich aus dem Militärdienst aus.

### Erneut in Amerika (1842–1843)
Stewart kehrte Ende 1842 nach Nordamerika zurück, und im September 1843 reiste er mit einem großen Gefolge zum heutigen Fremont Lake. Stewart brachte eine große Auswahl an Renaissance-Kostümen in Samt und Seide mit, die seine ausschließlich männlichen Gäste während der Feierlichkeiten tragen sollten. Der Pelzhändler William Sublette war gemeinsam mit Stewart Gastgeber der Party. Obwohl es seit 1840 kein Rendezvous mehr gegeben hatte, trug die Party viele Züge der früheren Zusammenkünfte in den Rocky Mountains. Stewart hatte geplant, den Winter 1843–1844 in New Orleans zu verbringen und im folgenden Frühjahr Taos und Santa Fe zu besuchen, aber die Renaissance-Vergnügungsreise endete in Streitigkeiten, die ihn veranlassten, sofort nach Schottland abzureisen. Er sollte nie mehr in die Vereinigten Staaten zurückzukehren.

### Spätere Jahre
Zurück in Schottland wurde Stewart 1846 zu einem Deputy Lieutenant von Perthshire ernannt. Sein späteres Leben war geprägt von Unruhe und Entfremdung von seiner Familie. Sein Sohn William George Drummond Stewart starb 1868 an einer selbst zugefügten Verletzung beim Schwertschlucken. 1856 kamen Stewarts Freund Ebenezer Nichols mit seiner Frau und seinen drei Söhne aus Texas zu Besuch. Franc, der mittlere Sohn der Nichols’, blieb bei Stewart in Murthly Castle, wurde schließlich von Stewart adoptiert und wurde sein Haupterbe. William Drummond Stewart starb am 28. April 1871 an einer Lungenentzündung. Da er keine legitimen leiblichen männlichen Nachkommen hatte, fiel sein Adelstitel an seinen jüngsten Bruder Archibald Douglas Drummond Stewart (1807–1890) als 8. Baronet.